# Legio II Gallica
Legio II Gallica o legio II di Cesare, è una legione romana la cui esistenza è sicuramente anteriore al 35 a.C. Fu in quella data, infatti, che i suoi veterani si insediarono ad Arausio (l'odierna Orange), dopo che Cesare Ottaviano, il futuro imperatore Augusto, aveva esautorato il rivale Marco Emilio Lepido.
Questa legione sarebbe stata arruolata al tempo di Gaio Giulio Cesare nel 48 a.C. come facente parte delle quattro legioni consolari (la legio I, II, III e IV).
La Legio II avrebbe militato durante la guerra di Modena nelle file di Marco Antonio.
Alcuni elementi iconografici desumibili dall'arco trionfale di Orange ne suggeriscono una possibile identificazione con la Legio II Augusta.

## Elementi storici

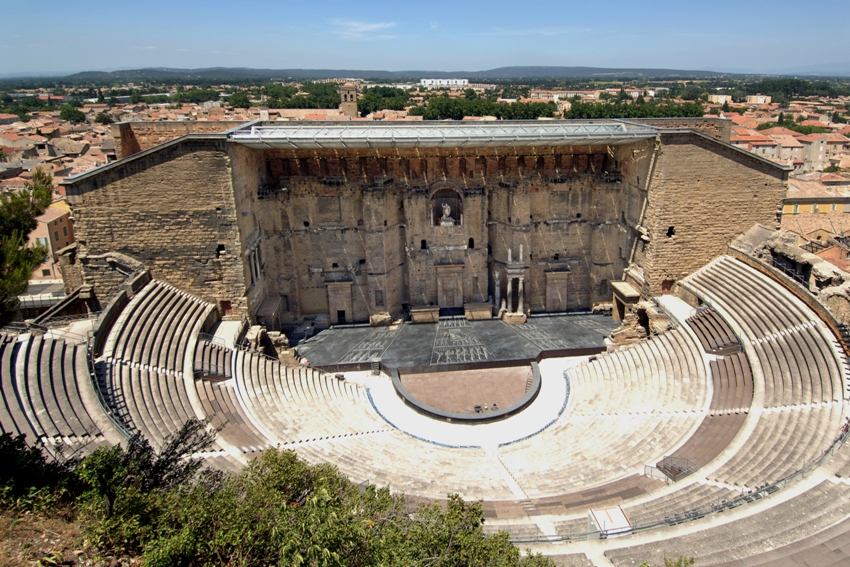
Il Teatro romano di Orange, colonia romana in cui si insediarono i veterani della II Legione Gallica

Tanto l'esistenza che il nome di questa legione vengono dedotti da due elementi:
- il nome della colonia romana insediata ad Arausio, Colonia Julia Firma Secundanorum, cioè Colonia degli uomini della Seconda, fedelissimi alla gens Iulia, che fa pensare a un legame con i veterani di una Seconda Legione.[2] (Il nome della colonia è tramandato da Plinio il Vecchio e da un'epigrafe latina[2]);
- un'iscrizione trovata a Orange nel 1953, che aggiunge l'epiteto «Gallica» a quanto già si conosceva in termini di onomastica e toponomastica[2].

L'accostamento dell'epiteto Gallica alla denominazione della legione, suggerisce un suo probabile impiego in Gallia, prima del suo insediamento ad Arausio.
Secondo lo studioso britannico Lawrence Keppie, la Legio II era una delle quattro legioni consolari arruolate da Giulio Cesare durante il suo consolato del 48 a.C.; il dittatore la trasferì in Macedonia per far parte del corpo di spedizione concentrato in Oriente per la prevista campagna contro i Parti.  Dopo il cesaricidio venne trasferita da Marco Antonio in Italia e sbarcò a Brindisi insieme ad altre tre legioni, la IV, la Martia e la XXXV. Rimasta fedele ad Antonio, prese parte durante la guerra di Modena alle aspre battaglie fratricide a Forum Gallorum e a Modena.

## Possibile identificazione con laLegio II Augusta

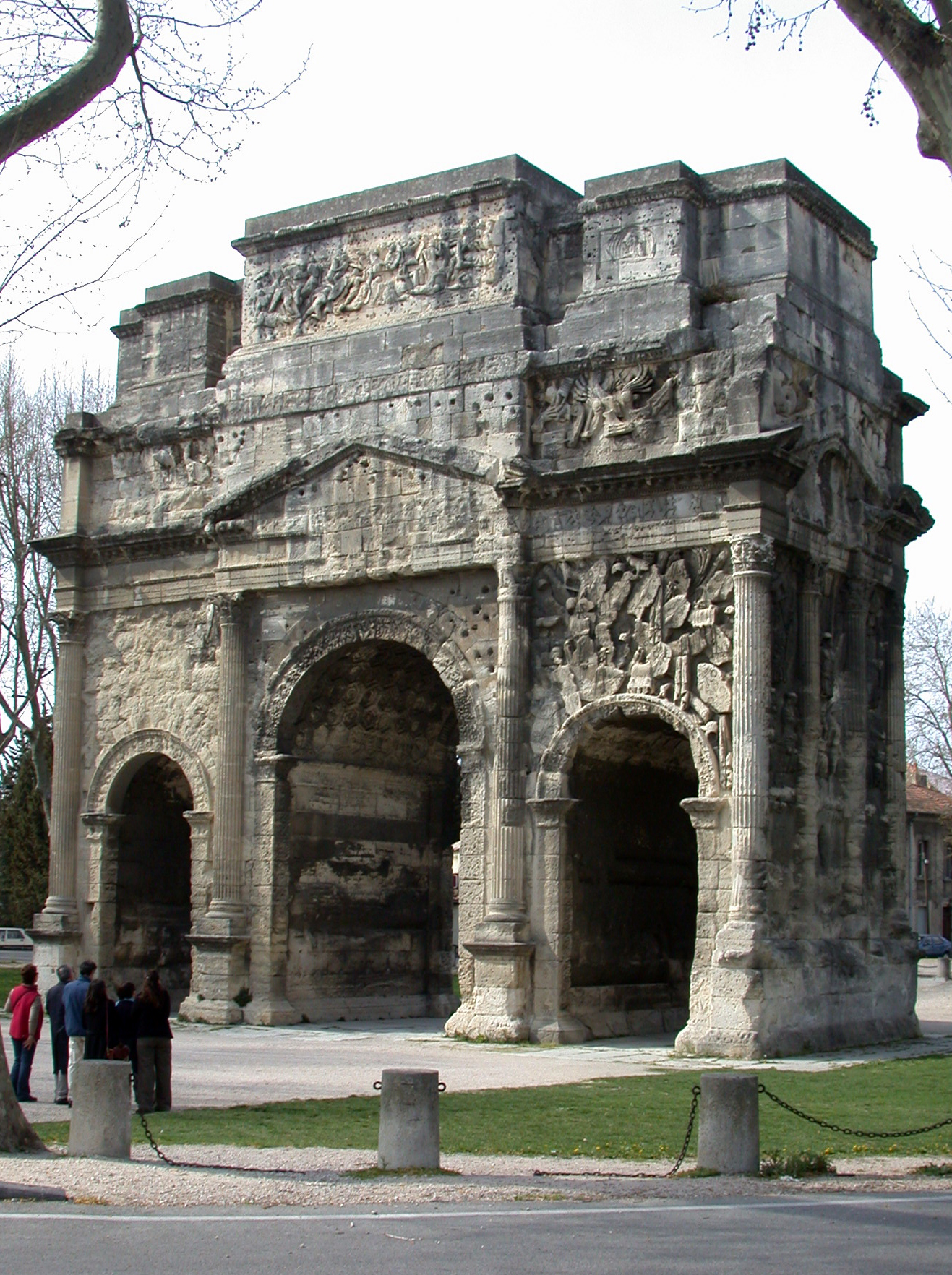
Una scena scolpita sull'arco di trionfo di Orange potrebbe suggerire l'identificazione della II Gallica con la Legio II Augusta.

Considerazioni basate su recenti studi stilistici e architettonici condotti sull'arco trionfale di Orange fanno ritenere possibile la corrispondenza tra questa legione e la successiva Legio II Augusta. Secondo tali acquisizioni stilistiche, l'arco avrebbe infatti assunto la sua forma attuale solo tra la fine del II e l'inizio del III secolo: erano quindi trascorsi circa due secoli dall'epoca in cui l'arco fu eretto per essere poi dedicato a Tiberio, che per questo vien ricordato, nell'occasione, come "restitutor coloniae" nel 27 d.C.
Pertanto è possibile che le scene raffigurate sull'arco, appartenendo a un'epoca di molto successiva alla sua prima costruzione, abbiano voluto essere una sorta di compendio della storia della città e della legione nei secoli precedenti, andando indietro fino alla sua fondazione. A questo punto, l'elemento iconografico che permette di ipotizzare l'identità tra le due legioni è l'immagine di un legionario romano, sul cui scudo campeggia il simbolo del Capricorno, che era il vexillum della Legio II Augusta.
Se si accetta questa identificazione tra le due, se ne deve anche desumere che la Legio II Augusta sarebbe stata impiegata in Gallia nella decade successiva alla morte di Cesare, per consolidare il controllo romano sulla regione, conquistata non molti anni prima da Giulio Cesare a conclusione delle sue campagne galliche: il suo utilizzo deve essere quindi retrodatato a un'epoca di gran lunga anteriore alla conquista della Britannia, quando la Legio II fu operativa, con effetti devastanti, sotto i comandi del generale romano Vespasiano, il futuro imperatore.